# レスリー・マッコーエン
レスリー・マッコーエン（Leslie McKeown [məˈkjuːən]、1955年11月12日 - 2021年4月20日）は、1970年代半ばに全盛期のベイ・シティ・ローラーズのリード・ボーカルを務めたスコットランドの歌手。愛称のレス・マッコーエン (Les McKeown) として言及されることもある。

## 生涯
1955年11月12日、マッコーエンはエディンバラで生まれた。彼の両親は、エディンバラに移住した北アイルランドのアイルランド人であった。彼は15歳で学校を離れ、最初のバンド Threshold に参加した。
マッコーエンは、1973年末から1978年まで、ベイ・シティ・ローラーズのリード・ボーカルを務めた。これは1964年の結成以来の初代のボーカリストだったゴードン・"ノビー"・クラーク (Gordon "Nobby" Clark) が、芸術性を理由にバンドを離れた後を埋めるためであった。彼の在籍した時期はバンドが最も多くレコードを売り、世界中でコンサートをおこなった時期であった。1978年末、バンドはマッコーエンと別れ、次いでマネージャーだったタム・ペイトンを解雇して、新たに、よりロック志向を強めた路線に進んだ。バンド名は単純にローラーズ (the Rollers) とされた。代わってダンカン・フォール (Duncan Faure) が、新たなリード・ボーカル、ギタリスト、作曲家としてバンドに加わった。
一方、マッコーエンは、ソロ活動に乗り出し、自身のバンドとしてエゴ・トリップ (Ego Trip) を組んで、よりポップな路線に進んだ。他の元メンバーとの問題があったため、マッコーエンはベイ・シティ・ローラーズで成功した日本やドイツで演奏した。
1980年代後半には、音楽プロデューサーのディーター・ボーレンによってドイツで再びチャートに戻った。1990年にはユーロビジョン・ソング・コンテストのイギリス予選に参加し、「Ball And Chain」を歌ってテレビ投票で第4位に入った。1980年にザ・タイガースの大ヒット曲をカバーした「銀河のロマンス (SILVIE MY LOVE) / 花の首飾り (YOU'RE THE WOMAN FOR ME) 」を発売して、日本中の話題をさらってくれた。1990年代以降は、当時のメンバーやその他のメンバーとともに組んだバンドで、あるいはソロで、ベイ・シティ・ローラーズのレパートリーを再び歌うようになった。2013年以降は、「ベイ・シティ・ローラーズ」を名義に含む形のバンドを率いての来日公演もしばしばおこなっている。
2021年4月20日、自宅で死去。死因は不明。65歳没。

## 私生活
マッコーエンは、私生活面で様々な問題を抱えてきた。彼は、19歳の時にデートレイプの被害に遭う。1975年、高齢の女性を死亡させる自動車事故を起こし有罪判決を受けた。1970年代後半以降、彼はアルコール依存症や薬物依存症に陥った。マッコーエンは、1978年に出会った日本人女性、月岡啓子と1983年に結婚し、息子(ジュウベエ)が一人生まれたが、夫婦の絆は十分に強いものではなく、彼は密かに複数の男性たちとの性的関係にも依存していた。1986年、彼はコカインを断ち、2002年の両親の死没を機に2000年代初めから再起した。2008年から2009年にかけては、様々な種類の依存症に悩むスターたちがその克服を目指すテレビ番組『Living Rehab』に出演した。この番組には4か月間出演し、過去の私生活の秘密を語り、収録の中で、自分の両性愛についてそれまでそれを知らなかった妻の前で告白した。